# Повзик скельний
Повзик скельний (Sitta neumayer) — вид горобцеподібних птахів родини повзикових (Sittidae).

## Поширення
Вид поширений в Південно-Східній Європі та Західній Азії від Хорватії до Ізраїлю та Ірану. Мешкає на скелястих, сонячних і посушливих схилах пагорбів, в ущелинах, ярах або скелястих відслоненнях.

## Опис

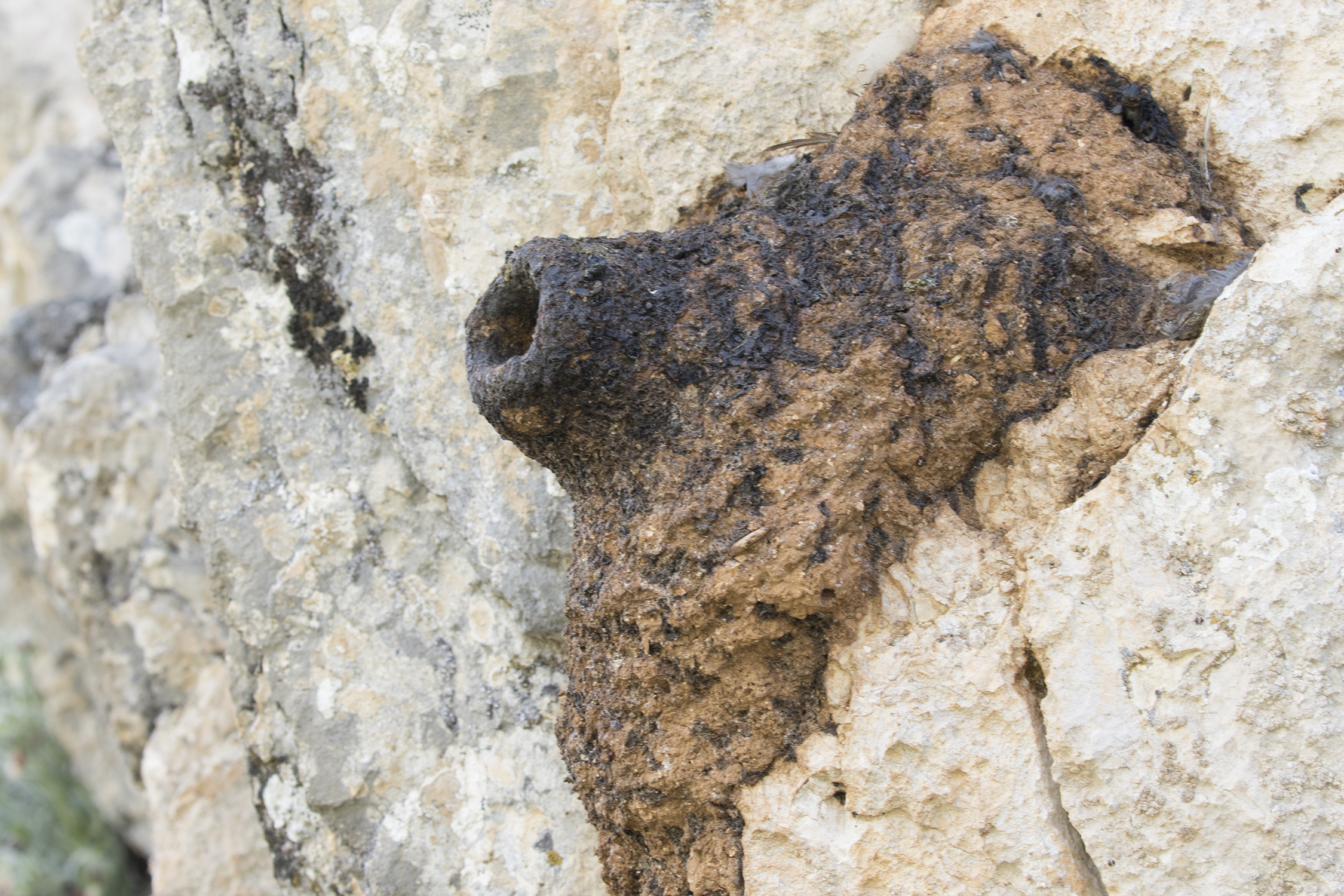
Гніздо повзика скельного

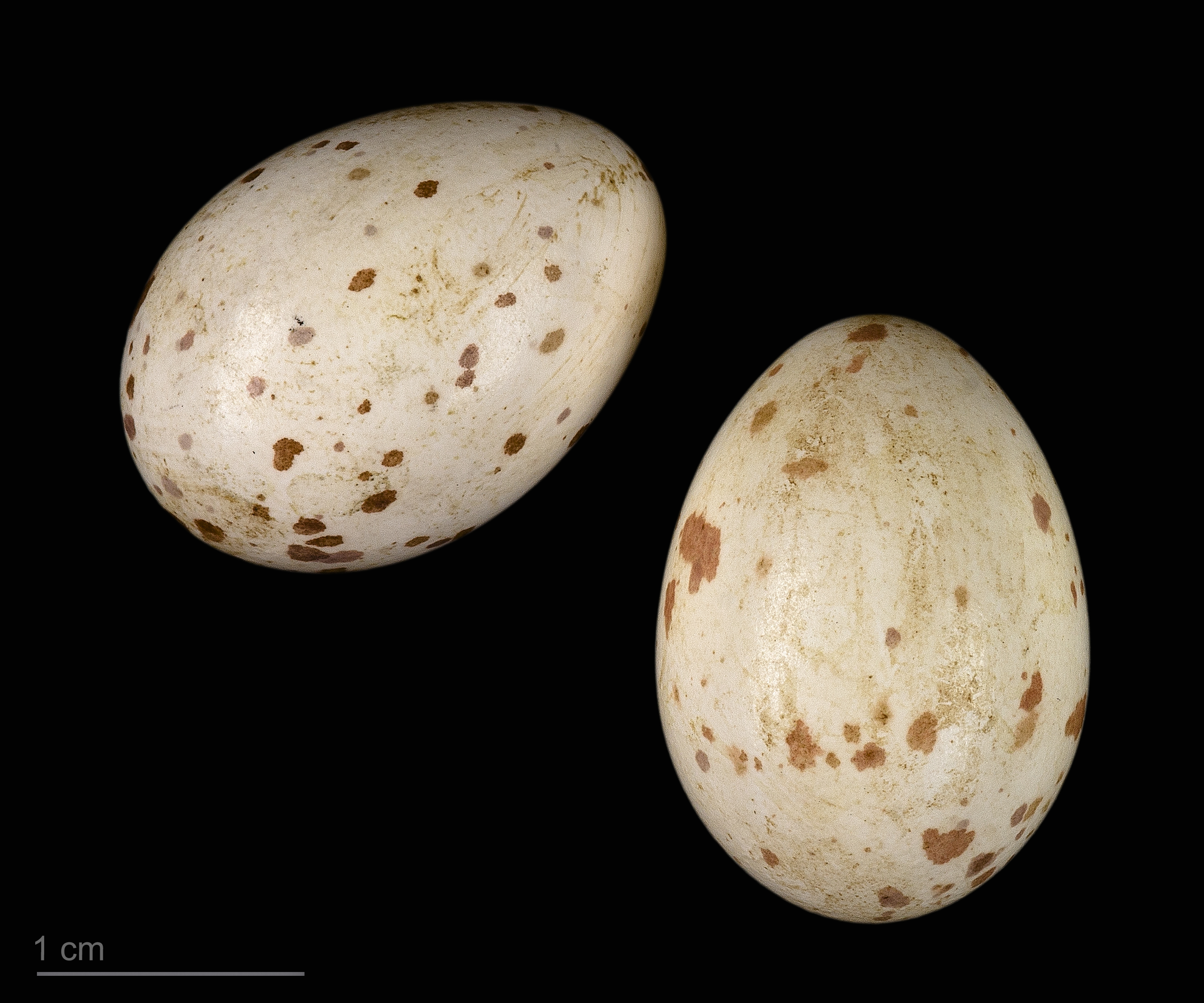
яйце Sitta neumayer neumayer — Тулузький музей

Дрібний птах, завдовжки до 13,5 см. Верхні частини тіла синювато-сірого кольору. Від основи дзьоба через очі до плечей проходить чорна лоральна смужка. Горло та груди білі. Черево та боки рудувато-коричневі.

## Спосіб життя
Мешкає у скелястих місцевостях. Полює на комах та павуків, яких видобуває з щілин. Восени їсть також ягоди та насіння. Сезон розмноження триває з квітня по червень. Утворює моногамні пари. Самець спільно з самицею будують гніздо з глини у формі горщика. Якщо гніздо облаштовує у невеликій печері, то вхід обмуровує глиною. Дно вистелюють сухою травою чи мохом. У кладці 4-8 яєць. Інкубація триває 14-15 днів.

## Підвиди
- Sitta neumayer neumayer — Південно-Східна Європа.
- Sitta neumayer syriaca — з Південної Туреччини до Північного Ізраїлю.
- Sitta neumayer rupicola — північ Туреччини, Кавказ, північ Ірану та Іраку.
- Sitta neumayer tschitscherini — Західний Іран.
- Sitta neumayer plumbea — Південний Іран.